# Wyklęci przez komunistów żołnierze niezłomni (seria monet)
Wyklęci przez komunistów żołnierze niezłomni – seria monet kolekcjonerskich emitowanych przez Narodowy Bank Polski, zainaugurowana 27 lutego 2017 r. dwoma monetami poświęconymi żołnierzom niezłomnym oraz Danucie Siedzikównej „Ince”. Jej celem jest upamiętnienie żołnierzy, którzy polegli, walcząc w polskim powojennym podziemiu niepodległościowym, antysowieckim i antykomunistycznym.

## Charakterystyka serii
Awers każdej monety przedstawia wizerunek orła ustalony dla godła Rzeczypospolitej Polskiej na tle rozerwanych krat więziennych. Dodatkowo umieszczono tam również napis RZECZPOSPOLITA POLSKA, nominał oraz rok emisji.
Na rewersie monety znajdują się wizerunki, imiona, pseudonimy i  lata życia
żołnierzy niezłomnych, biało-czerwona flaga z symbolem 
Polski Walczącej oraz napis Zachowali się jak trzeba.
Wszystkie monety mają nominał 10 złotych i są zrobione ze stopu Ag 925. Wykonano je stemplem lustrzanym i metodą tampondruku, a ich brzegi są gładkie.

## Lista monet
| Lp | Moneta                                                     | Nominał    | Stop   | Średnica (mm) | Masa (g) | Data emisji          | Nakład | Projekt                                                | Wizerunek monety |
| -- | ---------------------------------------------------------- | ---------- | ------ | ------------- | -------- | -------------------- | ------ | ------------------------------------------------------ | ---------------- |
| 1  | Żołnierze Niezłomni                                        | 10 złotych | Ag 925 | 32            | 14,14    | 27 lutego 2017       | 17 000 | Dobrochna Surajewska                                   | awers rewers     |
| 2  | Danuta Siedzikówna „Inka”                                  | 10 złotych | Ag 925 | 32            | 14,14    | 27 lutego 2017       | 17 000 | Dobrochna Surajewska                                   | awers rewers     |
| 3  | Witold Pilecki ps. „Witold”                                | 10 złotych | Ag 925 | 32            | 14,14    | 28 września 2017     | 15 000 | Dobrochna Surajewska (awers) Urszula Walerzak (rewers) | awers rewers     |
| 4  | Feliks Selmanowicz „Zagończyk”                             | 10 złotych | Ag 925 | 32            | 14,14    | 22 listopada 2017    | 15 000 | Dobrochna Surajewska (awers) Urszula Walerzak (rewers) | awers rewers     |
| 5  | Henryk Glapiński „Klinga”                                  | 10 złotych | Ag 925 | 32            | 14,14    | 5 grudnia 2017       | 15 000 | Dobrochna Surajewska (awers) Urszula Walerzak (rewers) | awers rewers     |
| 6  | August Emil Fieldorf „Nil”                                 | 10 złotych | Ag 925 | 32            | 14,14    | 23 lutego 2018       | 15 000 | Dobrochna Surajewska                                   | awers rewers     |
| 7  | Hieronim Dekutowski „Zapora”                               | 10 złotych | Ag 925 | 32            | 14,14    | 5 grudnia 2018       | 15 000 | Dobrochna Surajewska                                   | awers rewers     |
| 8  | Stanisław Kasznica „Wąsowski”                              | 10 złotych | Ag 925 | 32            | 14,14    | 16 kwietnia 2019     | 13 000 | Dobrochna Surajewska                                   | awers rewers     |
| 9  | Łukasz Ciepliński „Pług”                                   | 10 złotych | Ag 925 | 32            | 14,14    | 16 października 2019 | 13 000 | Dobrochna Surajewska                                   | awers rewers     |
| 10 | 75. rocznica powołania Zrzeszenia „Wolność i Niezawisłość” | 10 złotych | Ag 925 | 32            | 14,14    | 27 sierpnia 2020     | 11 000 | Dobrochna Surajewska                                   | awers rewers     |
| 11 | Mieczysław Dziemieszkiewicz „Rój”                          | 10 złotych | Ag 925 | 32            | 14,14    | 3 listopada 2020     | 11 000 | Dobrochna Surajewska                                   | awers rewers     |
| 12 | Kazimierz Kamieński „Huzar”                                | 10 złotych | Ag 925 | 32            | 14,14    | 18 lutego 2021       | 10 000 | Dobrochna Surajewska                                   | awers rewers     |
| 13 | Zdzisław Broński „Uskok”                                   | 10 złotych | Ag 925 | 32            | 14,14    | 23 lutego 2022       | 10 000 | Dobrochna Surajewska                                   | awers rewers     |
| 14 | Antoni Żubryd „Zuch”                                       | 10 złotych | Ag 925 | 32            | 14,14    | 1 września 2022      | 10 000 | Dobrochna Surajewska                                   | awers rewers     |
| 15 | Józef Kuraś „Ogień”                                        | 10 złotych | Ag 925 | 32            | 14,14    | 15 marca 2023        | 10 000 | Dobrochna Surajewska                                   | awers rewers     |
| 16 | Stanisław Sojczyński „Warszyc”                             | 10 złotych | Ag 925 | 32            | 14,14    | 18 lipca 2023        | 10 000 | Dobrochna Surajewska                                   | awers rewers     |
| 17 | Zygmunt Szendzielarz „Łupaszka”                            | 10 złotych | Ag 925 | 32            | 14,14    | 27 lutego 2024       | 10 000 | Dobrochna Surajewska                                   | awers rewers     |
| 18 | Henryk Flame „Bartek”                                      | 10 złotych | Ag 925 | 32            | 14,14    | 14 listopada 2024    | 10 000 | Dobrochna Surajewska                                   | awers rewers     |
| 19 | ks. Władysław Gurgacz „Sem”                                | 10 złotych | Ag 925 | 32            | 14,14    | 14 listopada 2024    | 10 000 | Dobrochna Surajewska                                   | awers rewers     |